# Chronologie de Séville
Ce qui suit est une chronologie de l'histoire de la ville de Séville, capitale de l'Andalousie, en Espagne.
Cette liste est dynamique en ce qu'elle évolue régulièrement et ne sera peut-être jamais complète. Vous pouvez la compléter en citant des sources fiables.

## Antiquité
- -206 av. J.C. - Hispalis est fondée par les Romains.
- -49 av. J.C. - Les Romains construisent une enceinte autour de la ville.
- -45 av. J.C. - Hispalis élevée au rang de colonie romaine. Elle devient la cité dominante de toute la Bétique.
- 426 - Lors des Grandes Invasions, la ville est conquise par les Vandales.
- 456 - Les Wisigoths conquièrent la ville, qui est renommée Spali.
- 491 - La première cathédrale de Séville est construite.
- 584 - L'évêque Léandre de Séville convertit les Wisigoths au christianisme.
- 600 - Isidore de Séville devient évêque.
- 630 - Isidore de Séville compile l'encyclopédie Etymologiae (date approximative).

## Al-Andalus
- 711 - Conquête musulmane, la ville est prise.
- 713 - Moussa Ibn Nusayr au pouvoir[1] [2].
- 829 - Grande Mosquée construite[1].
- 844 - Ville attaquée par les Vikings.
- 1023 - Création par les Abbadides de la Taifa de Séville.
- 1147 - Les Almohades prennent le pouvoir[2].
- 1181 - Début de la construction de l'Alcazar (fort)[2].
- 1198 - Nouvelle mosquée et son Minaret (Giralda) construits.
- 1222 - Construction des murailles de Séville et de la tour de l'Or.
- 1247 - Début du siège de Séville par les chrétiens.

## Reconquista et Siècle d'Or
- 1248 - Séville incorporée au royaume chrétien de Castille sous Ferdinand III.
- 1252 - Construction du chantier naval de Séville.
- 1400 - Monastère de la Cartuja édifié.
- 1402 - Début de la construction de la cathédrale.
- 1477 - Presse à imprimer en service[3].
- Années 1500 - Siècle d'Or espagnol : Séville compte 200 000 habitants et est une des plus grandes villes du monde.
- 1503 - Création de la Casa de Contratación (agence commerciale) et de la Bourse du commerce[4].
- 1505 - Université de Séville fondée sous le nom de Colegio Santa María de Jesús[2].
- 1507 - Consécration de la cathédrale de Séville[2].
- 1519 - Magellan se lance dans une expédition de circumnavigation.
- 1521 - Via Crucis à la Cruz del Campo aménagé.
- 1540 - Achèvement de l'Hôtel de ville (Ayuntamiento).
- 1543 - Consulado de Cargadores a Indias (es) établie.
- 1559 - Ouverture de l'hôpital des Cinq Plaies.
- 1563 - Cour de Philippe II déplacée de Séville à Madrid[5].
- 1574 - Ouverture de l'Alameda de Hercules (Promenade d'Hercule), plus vieux jardin public de la ville.
- 1598 - Bourse des marchands construite.

## XVIIesiècle
- 1627 - Inondation[6].
- 1630 - Le peintre Zurbarán s'installe à Séville[7].
- 1647 - Début de la Grande Peste de Séville[6].
- 1650 - Achèvement du palais archiépiscopal.
- 1670 - Création de la Real Maestranza de Caballería de Sevilla (un ordre chevaleresque).
- 1682
  - Achèvement de l'Hôpital de la Charité.
  - Début de la construction du bâtiment de l'Université des navigateurs.
- 1683 - Inondation[6].

## XVIIIeetXIXesiècles
- 1712 - Achèvement de l'Eglise du Divin Sauveur.
- 1717 - La Casa de Contratación est déplacée de Séville à Cadix[6].
- 1729
  - Cour de Philippe V déplacée à Séville[8].
  - Traité de Séville signé à Séville[5] [2].
- 1758 - La Fabrique royale de tabac commence à fonctionner.
- 1785 - Création des Archives générales des Indes[6].
- 1800 - L'épidémie de fièvre jaune tue 30 000 personnes[2].
- 1810 - février : début de l'occupation française[5] [2].
- 1812 - Fin de l'occupation française[8].
- 1841 - Inauguration du musée des Beaux-Arts de Séville, dans l'ancien couvent de la Merced.
- 1842 - Population : 100 498 habitants.
- 1843 - Ville assiégée par les forces d'Espartero[5].
- 1847 - Première Feria de Séville tenue au Prado de San Sebastián.
- 1852 - Construction du pont de Triana.
- 1869 - Murs de la ville démantelés[1].
- 1879 - Création du musée archéologique de Séville.
- 1881 - Construction de la Plaza de toros de la Real Maestranza de Caballería de Sevilla (arènes).
- 1890 - Création du Séville Football Club.
- 1893 - Création du parc María Luisa.
- 1896
  - La Pasarela (es) construit au Prado de San Sebastián.
  - 28 octobre : Cyclone[5].
- 1897 - Population : 146 205[9].
- 1900 - Population : 148 315[2].

## XXesiècle
- 1901 - Ouverture de la gare routière de Séville-Plaza de Armas.
- 1902 - Lieu de sépulture de Christophe Colomb transféré à Séville depuis Cuba[5].
- 1905 - Le Séville FC est officiellement enregistré auprès du gouvernement local.
- 1907
  - Création du club de football du Real Betis.
  - Canal maritime achevé de la Punta de los Remedios à la Punta del Verde[2].
- 1916 - Construction de la Plaza de America.
- 1920 - Population : 205 529[9].
- 1926 - Pont Alphonse XIII (ou pont de fer) construit.
- 1928 - Construction de la Plaza de España.
- 1929
  - Exposition ibéro-américaine de 1929 à Séville.
  - Ouverture de l'Estadio Municipal Heliópolis, plus tard connu sous le nom d'Estadio Benito Villamarín.
  - Ouverture du Théâtre Lope de Vega et du palace Hôtel Alphonse XIII.
  - Inauguration du canal Alphonse XIII.
- 1931 - Pont de San Telmo construit.
- 1933 - Ouverture de l'aéroport de Séville San Pablo.
- 1936 - Insurrection militaire de juillet 1936[10].
- 1947 - Ouverture du Mercado del Arenal.
- 1950 - Population : 376 627[9].
- 1958 - Ouverture du stade Jamon Sanchez Pizjuan.
- 1959 - Création de la Bibliothèque Publique de Séville.
- 1981
  - Gouvernement régional d'Andalousie installé, dont le siège est à Séville.
  - Population : 653 833[9].
- 1983 - 21 décembre : Dernier et décisif match de qualification pour l'Euro de football 1984 : Espagne 12-1 Malte.
- 1987 - Centre historique de Séville inscrit sur la liste du patrimoine mondial de l'UNESCO.
- 1990 - Formation de l'Orchestre Symphonique Royal de Séville.
- 1991
  - Ouverture du Teatro de la Maestranza (opéra).
  - Gare de Séville-Santa Justa ouverte.
  - Ouverture de la gare de San Bernardo.
  - Ouverture du nouveau terminal de l'aéroport de Séville.
  - Le festival Guitar Legends a eu lieu.
  - Pont du Centenaire construit.
- 1992
  - Mise en service de la ligne ferroviaire à grande vitesse Madrid-Séville.
  - Pont de l'Alamillo et Pont de la Barqueta construits.
  - Teatro Central (es) ouvert.
  - L'Expo Universelle de Séville 92 a lieu.
  - Création de l'Institution Colombina (bibliothèques).
  - Torre de la Plata restaurée.
- 1993
  - Ouverture du parc de l'Alamillo.
  - Ouverture du Parc scientifique et technologique Cartuja sur le site de l'Expo Universelle.
- 1998
  - Le Centre Andalou d'Art contemporain ouvre dans l'ancien monastère de la Cartuja.
  - Centre commercial et cinéma Nervión Plaza ouverts.
- 1999
  - La Plaza de Armas rouvre en tant que centre commercial et cinéma.
  - Stade olympique de La Cartuja construit.
  - 7e championnats du monde d'athlétisme.

## XXIesiècle
- 2003 - Finale de la Coupe UEFA 2003 entre le Celtic Glasgow et le FC Porto à l'Estadio de La Cartuja.
- 2004
  - Starbucks ouvre son premier établissement dans la ville.
  - Premier Festival de Cine Europeo de Sevilla (es).
  - Finales de la Coupe Davis 2004 à l'Estadio de La Cartuja.
- 2007
  - L'Avenue de la Constitution devient piétonne.
  - Le service de vélos Sevici commence à fonctionner.
  - La première ligne de tramway MetroCentro est mise en service.
- 2009 - Le métro de Séville commence à fonctionner.
- 2010 - Le Jardín Americano (es) rouvre.
- 2011
  - Metropol Parasol érigé[11].
  - Finale de la Coupe Davis 2011 à l'Estadio de La Cartuja.
  - Population : 703 021.
- 2012
  - Le Pavillon de la Navigation (1992) rouvre en tant que musée.
  - L'ancien quai de New York rouvre en tant que promenade publique.
- 2013 - Ouverture du Centre d'Art mudéjar dans le palais des Marquis de La Algaba.
- 2014 - Agrandissement du parc de l'Alamillo.
- 2015 - Gratte-ciel Torre Sevilla érigé, le premier de Séville.
- 2016 - Hard Rock Cafe ouvre son premier restaurant dans la ville.